# Francesc Aguilar i Ricart
Francesc Aguilar i Ricart, (Lleida, 6 d'abril de 1872 − ¿Manila, ca. 1935? (Filipines) fou un organista i compositor català del segle xix.

## Biografia
Va ingressar de petit a l'escolania del monestir de Montserrat, on va tenir com a mestre el cèlebre pare Manuel Guzmán. Fou un avantatjat organista i compositor d'algunes peces de repertori eclesiàstic, com ara algunes misses i un rosari cantats, especialment després de prendre l'hàbit benedictí al mateix monestir de Montserrat, el 9 de novembre de 1889. Va fer la seva professió simple el 31 de desembre de 1890 i la professió solemne l'1 de gener de 1897, essent ordenat sacerdot el 6 de març de 1898.
Durant un temps va treballar com a organista al monestir de Montserrat i també al santuari de la Mare de Déu del Miracle (Solsonès) i al monestir de Nuestra Señora de Valvanera (La Rioja).